# Норвежская траншея
Норвежская траншея или Норвежский канал (норв. Norskerenna; дат. Norskerenden) — является удлинённой впадиной в морском дне (но не океаническим жёлобом), находящейся у южного побережья Норвегии. Она простирается вдоль берегов фюльке Согн-ог-Фью́ране на северо-западе до Осло-фьорда на юго-востоке. Ширина траншеи колеблется от 50 до 95 километров. Глубина, у побережья Ру́галанна, достигает 250—300 метров, однако самая глубокая точка впадины находится в районе Арендаля и составляет 700 метров, в то время, как средняя глубина Северного моря составляет всего 100 метров..

## Фауна
В западной части траншеи, где воды Северного моря смешиваются с Атлантикой, находится ареал размножения рыб, семейства скумбриевых. Также, в данном районе, в последние годы, участились случаи гибели кашалотов, которые выбрасываются на мель, на побережье Норвегии.

## Сейсмоактивность
Края Норвежской траншеи подвержены частому возникновению небольших землетрясений.

## Экология
После Второй мировой войны, Норвежская траншея стала кладбищем химических боевых отравляющих веществ, когда, с разрешения норвежских властей, союзники затопили в ней 36 морских судов.

## Использование человеком
Норвежская траншея известна как серьёзное препятствие для европейских нефте- и газопроводов. Однако, после разработки в 1980-х годах технологии прокладки трубопроводов на большой глубине, Statoil проложила газопровод, который в 1985 году первым пересёк траншею.
Существует план строительства гигантской дамбы длиной 476 км, которая перекроет Северное море и, преодолев Норвежскую траншею, позволит соединить Шотландию с Норвегией через Оркнейские и Шетландские острова.